# Halowe Mistrzostwa Europy w Lekkoatletyce 1987 – pchnięcie kulą kobiet
Pchnięcie kulą kobiet – jedna z konkurencji technicznych rozgrywanych podczas halowych lekkoatletycznych mistrzostw Europy w hali Stade couvert régional w Liévin. Rozegrano od razu finał 22 lutego 1987. Zwyciężyła reprezentantka Związku Radzieckiego Natalja Achrimienko. Tytułu zdobytego na poprzednich mistrzostwach nie broniła Claudia Losch z Republiki Federalnej Niemiec .

## Rezultaty

### Finał
Wystartowało 9 miotaczek.
Opracowano na podstawie materiału źródłowego.
| Miejsce | Zawodniczka         | Wynik |
| ------- | ------------------- | ----- |
| 1       | Natalja Achrimienko | 20,84 |
| 2       | Heidi Krieger       | 20,02 |
| 3       | Heike Hartwig       | 20,00 |
| 4       | Iris Plotzitzka     | 18,93 |
| 5       | Stephanie Storp     | 18,55 |
| 6       | Judy Oakes          | 18,14 |
| 7       | Myrtle Augee        | 17,67 |
| 8       | Ursula Stäheli      | 17,67 |
| 9       | Margarita Ramos     | 14,54 |